# Clasificación climática de Flohn

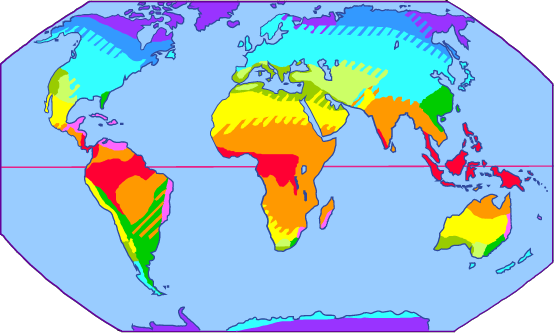
Clasificación climática de Flohn

La clasificación climática que Hermann Flohn propone en 1950 es una de las pocas que tiene una componente genética, es decir, se fundamenta en los movimientos de la atmósfera, en lugar de en el estado medio de temperaturas y precipitaciones. Las características de los climas dependen de los grandes cinturones de viento del planeta y en las precipitaciones. Estos cinturones cambian su posición a lo largo del año debido al balanceo estacional. Así, divide los climas en dos tipos, aquellos en los que todo el año están dentro de un mismo sistema de vientos, climas homogéneos, y aquellos que están sometidos a las variaciones del sistema de vientos, climas heterogéneos. 
Flohn distingue siete zonas climáticas:
1. Zona ecuatorial de vientos del este. Siempre húmeda
2. Zona tropical de vientos alisios en verano. Con precipitación en verano
3. Zona subtropical seca de vientos alisios o cinturón de altas presiones tropicales. Seco todo el año
4. Zona subtropical de lluvias invernales. Con precipitación en invierno
5. Zona templada de los vientos del oeste a lo largo de todo el año. Con precipitación moderada repartida durante de todo el año
6. Zona subpolar de vientos del este en verano. Con precipitación importante a lo largo del año
  1. Zona subpolar continental. Con lluvia en verano y nieve temprana en invierno
7. Zona polar de vientos del este. Con precipitación débil todo el año

### Otras clasificaciones climáticas
- Clasificación climática de Alisov
- Clasificación climática de Budyko
- Clasificación climática de Köppen
- Clasificación climática de Thornthwaite

- Datos: Q5935499
- Multimedia: Flohn's classification / Q5935499